# あま市美和文化会館
あま市美和文化会館（あましみわぶんかかいかん）は、愛知県あま市にある文化施設である。1階にはあま市美和図書館がある。

## 施設概要

### 開館時間
- 午前9時から午後9時まで[1]

### 休館日
- 毎週月曜日（祝休日を除く）[1]
- 年末年始（12月29日から1月3日まで）[1]

### 大ホール
- 客席：700席（移動席50席）、車椅子席：5席、親子席：4席[2]
- 舞台（開口：14.5m、奥行：13.5m、高さ：7m）[2]

### 楽屋
- 楽屋A（洋室：44m²）[2]
- 楽屋B（洋室及び和室：74m²）[2]
- スタッフ控え室（19m²）[2]

### 多目的ホール
- 多目的ホールA・B・C[3]
  - 広さ：323.19m²
  - 定員：200名（椅子使用300名）
  - 部屋の大きさ（1室）：108m²

### その他
- アートスペースM[4]
  - 広さ：154m²
  - ホールの大きさ：10.3m
  - 奥行：15.2m
  - 高さ：3m
- 会議室
- あま市美和図書館

## イルミネーション事業
美和町文化会館であった2004年（平成16年）から、当時の美和町商工会青年部の企画によって敷地内でイルミネーション事業が行われている。初年度は電球3万球、開催期間2週間、来場者数3000人程度であったが年々規模と知名度が拡大していき、2017年（平成29年）には電球30万球、開催期間1か月、来場者数3万人。

## 所在地
- 愛知県あま市花正地先1-1[6]

## 交通アクセス

### 公共交通機関
- 名鉄津島線「木田駅」より北へ徒歩で約15分[6]。
- あま市巡回バス：北部巡回ルート・南部巡回ルート「美和文化会館」バス停留所下車。

### 自動車
- 名古屋第二環状自動車道（名二環）「甚目寺北IC」より西へ車で約10分。

## 周辺
- あま市役所本庁舎
- 美和歴史民俗資料館
- 美和総合福祉センターすみれの里
- 愛知県道65号一宮蟹江線（西尾張中央道）